# Nesreča
Nesreča, znana tudi kot nenamerna poškodba, je nezaželen, naključen in nenačrtovan dogodek, ki bi ga lahko preprečili, če bi bile okoliščine, ki so privedle do nesreče, priznane in nastopile pred njenim pojavom. Večina znanstvenikov, ki preučujejo nenamerno poškodbo, se izogibajo izrazu "nesreča" in se osredotočijo na dejavnike, ki povečujejo tveganje za hude poškodbe in zmanjšujejo pojavnost in resnost poškodb.

## Fizični in nefizični
Fizični primeri nesreč vključujejo nenamerno trčenje ali padec motornih vozil, poškodbe, z dotikom  nekakšnih ostrih, vročih, gibljivih predmetov, stik z električno energijo ali zastrupitev s strupom. Nefizični primeri nenamerno razkrivajo skrivnost ali kako drugače govorijo, nekaj nepravilno, naključno brisanje podatkov, pozabljanje na sestanek itd.

## Pri aktivnostih
Nesreče med izvajanjem dela ali ki izhajajo iz njega, se imenujejo delovne nesreče. Po podatkih Mednarodne organizacije dela (ILO) vsako leto pride pri delu več kot 337 milijonov nesreč, kar skupaj s poklicnimi boleznimi povzroči več kot 2,3 milijona smrtnih žrtev letno.
V nasprotju s tem so nesreče, povezane s prostim časom, večinoma športne poškodbe.

## Pri vozilih
·        Letala
·        Kolesa
·        Jadrnice
·        Trki v prometu
·        Razbitine vlakov
·        Tramvaji

## Pogosti vzroki
Strupi, trčenja vozil in padci so najpogostejši vzroki smrtnih poškodb. Po anketi o poškodbah na domu iz leta 2005, ki je uporabila podatke iz nacionalnega statističnega sistema za statistiko Nacionalnega centra za statistiko zdravja Združenih držav Amerike, so najpogostejši vzroki smrti padcev, zastrupitve in poškodbe zaradi požara / opeklin.
Združene države zbirajo tudi statistično veljavne podatke o poškodbah (vzorčene iz 100 bolnišnic) prek nacionalnega sistema za nadzor elektronskih poškodb, ki ga upravlja Komisija za varnost potrošniških izdelkov. Ta program je bil leta 2000 revidiran, da je vključeval vse poškodbe in ne le poškodbe izdelkov. Podatki o obiskih v nujnih sobah se zbirajo tudi z nacionalno anketo o zdravstvenem pregledu. V Združenih državah ima Urad za statistiko dela na voljo na svoji spletni strani obsežne statistične podatke o nesrečah na delovnem mestu.

## Modeli nesreče
Predlagani so bili številni modeli za karakterizacijo in analizo nesreč, ki jih lahko razvrstimo po vrstah. Pomembne vrste in modeli vključujejo:
·        Zaporedni modeli
o  Domino teorija
o  Model vzrokov za izgubo
·        Kompleksni linearni modeli
o  Model poškodbe energije
o  Modeli časovnega zaporedja
§ Model splošnega časovnega zaporedja
§ Razvoj nesreče in ovire
·        Epidemiološki modeli
o  Gordon 1949
o  Onward Mappings Model, ki temelji na metafori stalnih patogenov
·        Model procesa
o  Benner 1975
·        Sistemski modeli
o  Rasmussen
o  Vzorec Model sistemske varnosti (vdelava švicarskega modela sira)
§ Model širjenja napak v zdravstvenem varstvu
§ Človeška zanesljivost
o  Woods, 1994
·        Nelinearni modeli
o  Sistemska nesreča
o  Model in proces sistemov in teoretičnih nesreč (STAMP)
o  Model nesreče funkcionalne resonance (FRAM)
o  Trditve, da so vsi obstoječi modeli nezadostni